# Laura Beyne
Laura Beyne (Bruxelles, 25 maggio 1992) è una modella belga, incoronata Miss Belgio 2012 l'8 gennaio 2012 presso il Casino de Knokke a Knokke-Heist.
Ha origini congolesi e italiane. Laura Beyne ha pertanto rappresentato il Belgio ai concorso di bellezza Miss Mondo 2012 ad agosto, e Miss Universo 2012, tenutosi nel dicembre dello stesso anno, non qualificandosi però tra le 16 finaliste.
Laura Beyne ha studiato presso il lycée Maria Assumpta, un istituto scolastico olandese ed al momento dell'elezione stava studiando per diventare agente immobiliare. Parla fluentemente olandese, inglese e francese, essendo quest'ultima la sua lingua madre.
Durante il concorso Miss Belgio, hanno scatenato alcune polemiche delle dichiarazioni da lei fatte durante la fase delle interviste. Sollecitata dagli intervistatori, Laura Beyne si è infatti mostrata poco entusiasta all'idea dei matrimoni omosessuali e contraria all'adozione da parte di coppie dello stesso sesso. In seguito alla vittoria del titolo, Laura Beyne ha tentato di calmare le critiche, affermando di essersi spiegata male.